# Gisela Hoey-Meeser
Gisela Hoey-Meeser (* 6. Februar 1943) ist eine ehemalige deutsche Handballspielerin.
Hoey-Meeser absolvierte 118 Länderspiele für die deutsche Handballnationalmannschaft, in denen sie 175 Treffer erzielte. Sie gehörte der deutschen Auswahl an, die 1965 den dritten Platz bei der Weltmeisterschaft belegte. Auf Vereinsebene lief Hoey-Meeser für Bayer Leverkusen auf, mit dem sie die deutsche Meisterschaft gewann.

## Quelle
- Kicker vom 5. Februar 1998, S. 40